# Малый Яурлан
Малый Яурлан — пресноводное озеро на территории Кестеньгского сельского поселения Лоухского района Республики Карелии.

## Общие сведения
Площадь озера — 1,9 км². Располагается на высоте 89,0 метров над уровнем моря.
Форма озера лопастная, продолговатая: оно более чем на пять километров вытянуто с запада на восток. Берега изрезанные, каменисто-песчаные, преимущественно возвышенные, скалистые.
Через Малый Яурлан течёт река Сюняйоки, вытекающая из озера Кужъярви и впадающая в Сушозеро, через которое протекает река Ковда, впадающая, в свою очередь, в Белое море.
В озере расположено около десятка небольших безымянных островов, рассредоточенных по всей площади водоёма, однако их количество может варьироваться в зависимости от уровня воды.
К востоку от озера проходит автодорога местного значения.
Населённые пункты вблизи водоёма отсутствуют.
Код объекта в государственном водном реестре — 02020000511102000001007.